# Aeroportul Mbuji Mayi
Aeroportul Mbuji Mayi (IATA: MJM, ICAO: FZWA) este un aeroport din Bipemba⁠(d), Republica Democratică Congo ce deservește zona Mbuji-Mayi.
Situat la o altitudine de 677 m, aeroportul dispune de o singură pistă.